# Endeavour (cráter)
Endeavour es un cráter de impacto localizado en la Meridiani Planum dentro de la región Margaritifer Sinus quadrangle (MC-19) en el planeta Marte. Endeavour tiene un diámetro aproximado de 22 kilómetros. Usando los datos de la Mars Reconnaissance Orbiter, se pudo identificar afloramientos de filosilicatos a lo largo del borde del cráter. Estos minerales puede haberse formado bajo condiciones húmedas en un entorno de baja acidez en algún momento de la historia de Marte. Estos afloramientos se encuentran en varios segmentos hacia el norte, este y suroeste. El borde se ha deteriorado con el tiempo, erosionándose y rellenándose con materiales de las llanuras de una forma similar al cráter Victoria.
Cuando se compara con las mesetas adyacentes, el fondo del cráter muestra una firma espectral aumentada de basalto y hematita. El interior contiene dos grupos de campos de dunas. Las imágenes tomadas desde 2008 muestran la evidencia de cambios en algunas de las formaciones asociadas, que pueden evidenciar la erosión activa del viento marciano por un período de dos a tres años. Las llanuras que rodean el borde tienen muestras de sulfato polihidratado.
El vehículo Opportunity de la NASA comenzó un viaje hacia este cráter en agosto de 2008, alcanzó a ver el borde el 7 de marzo de 2009, y llegó hasta su cornisa el 9 de agosto de 2011. 
En diciembre del 2011, Opportunity descubrió una veta de yeso asomando a lo largo del borde del cráter. Los análisis confirmaron que contenía calcio, azufre y agua. El mineral de yeso encontrado fue uno de los mayores logros. Éste proporciona información de agua rica en minerales moviéndose a través de las grietas de la roca. La veta, llamada "Homestake" se encuentra en la llanura Meridiani. Se pudo haber producido en condiciones más neutrales que las condiciones fuertemente ácidas de otros depósitos de sulfatos hallados, por lo tanto este medio podría haber sido más hospitalario para una gran variedad de organismos. Homestake está en una zona donde los sedimentos de sulfatos antiguos se encuentran con rocas volcánicas expuestas en los bordes del cráter Endeavour.

## Nomenclatura
El nombre del cráter hace honor al barco HMS Endeavour, un barco de la Royal Navy comandado por el navegante James Cook, descubridor de muchas islas en Oceanía. La NASA quiso homenajearlo por su contribución a la astronomía al realizar un viaje para estudiar el tránsito de Venus y medir con precisión la distancia entre el Sol y la Tierra. 

## Opportunity

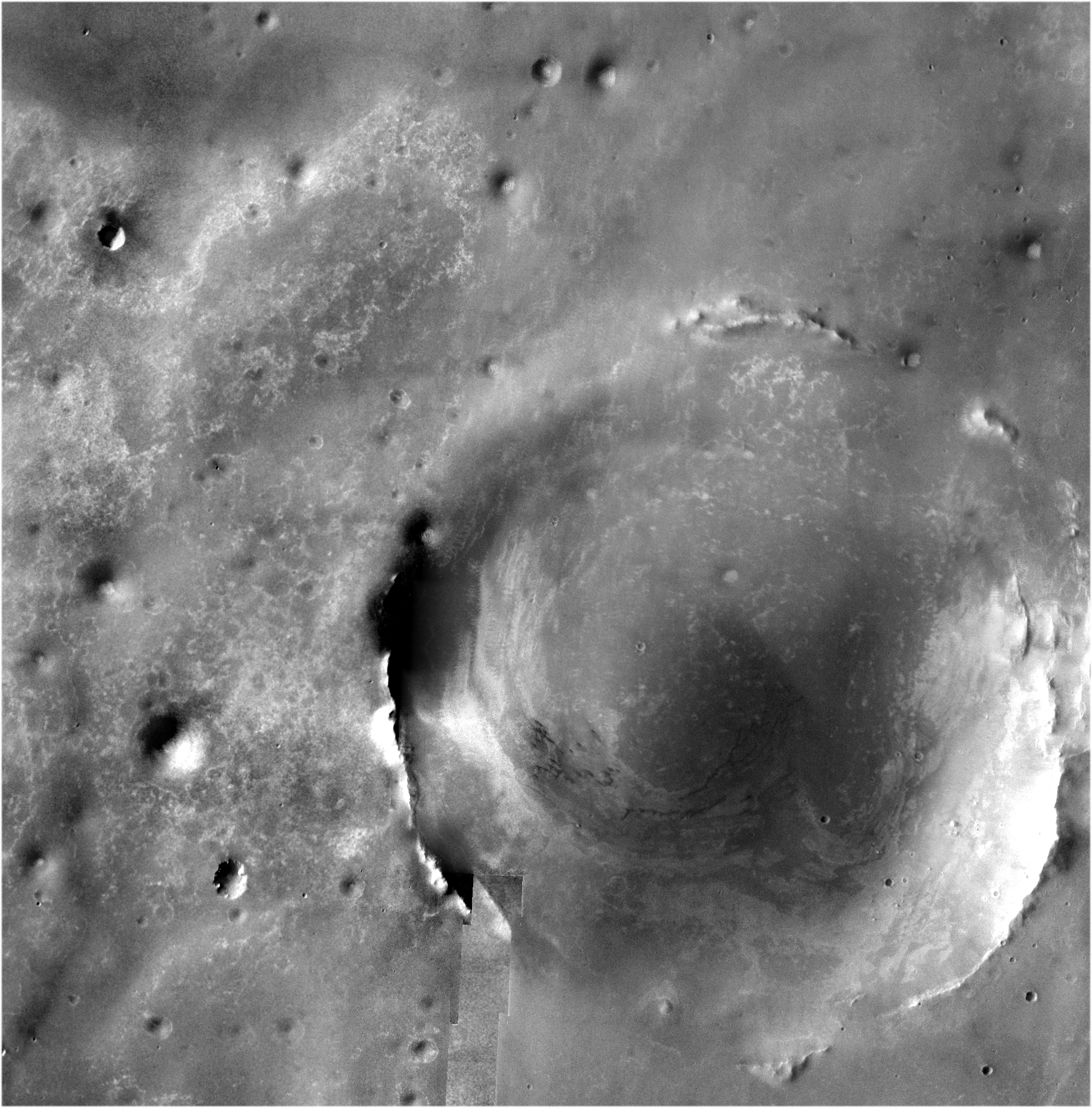
Cráter Endeavour.

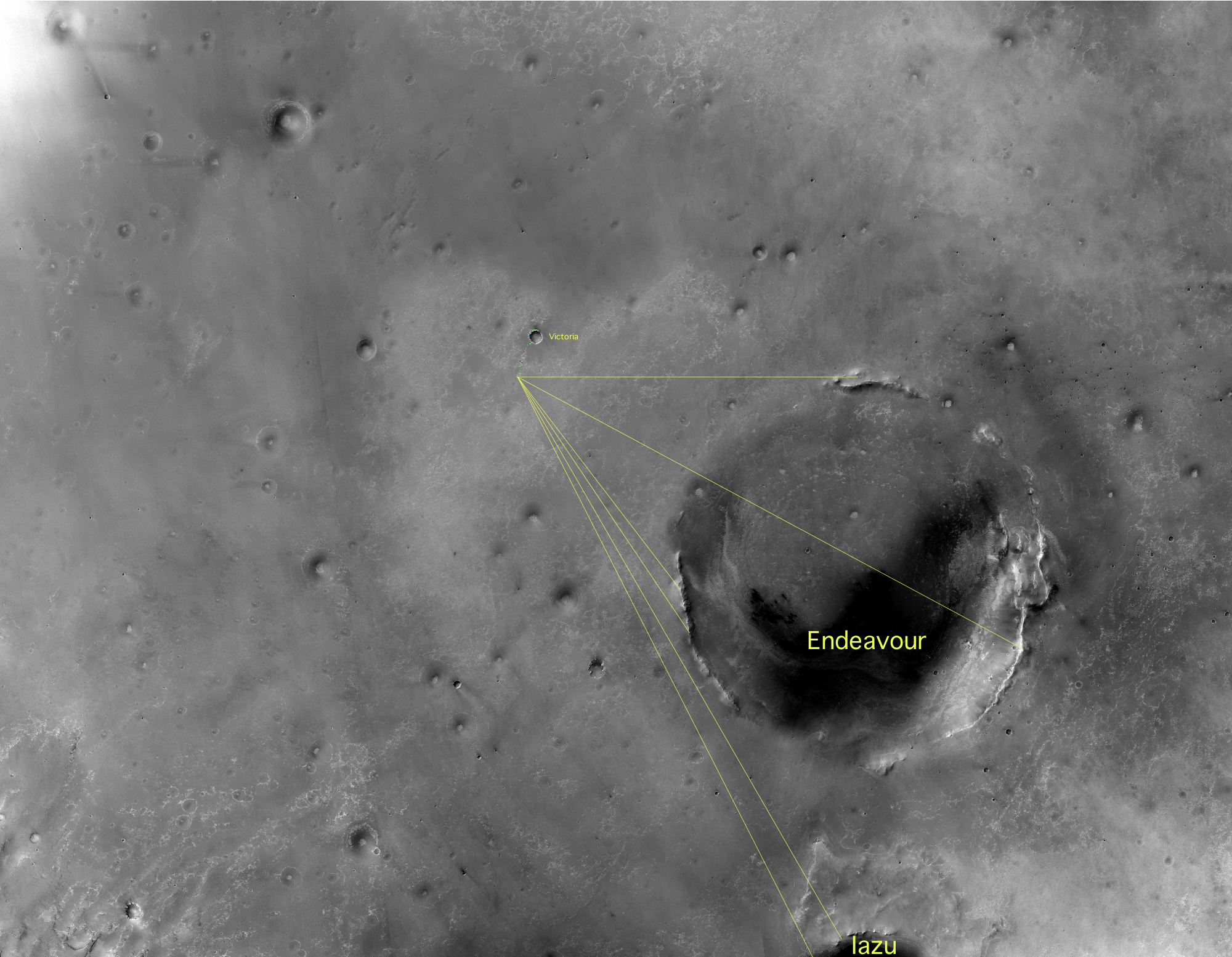
Imagen anotada mostrando la posición de Opportunity en mayo de 2009 y los cráteres Iazu, Endeavour y Victoria.

En agosto de 2008 el robot Opportunity empezó a viajar hacia el cráter. Los cráteres que habían sido explorados por el Opportunity incluían el cráter Victoria de 750 metros de diámetro, el cráter Endurance de 130 metros de diámetros y el cráter Águila de 22 metros de diámetro

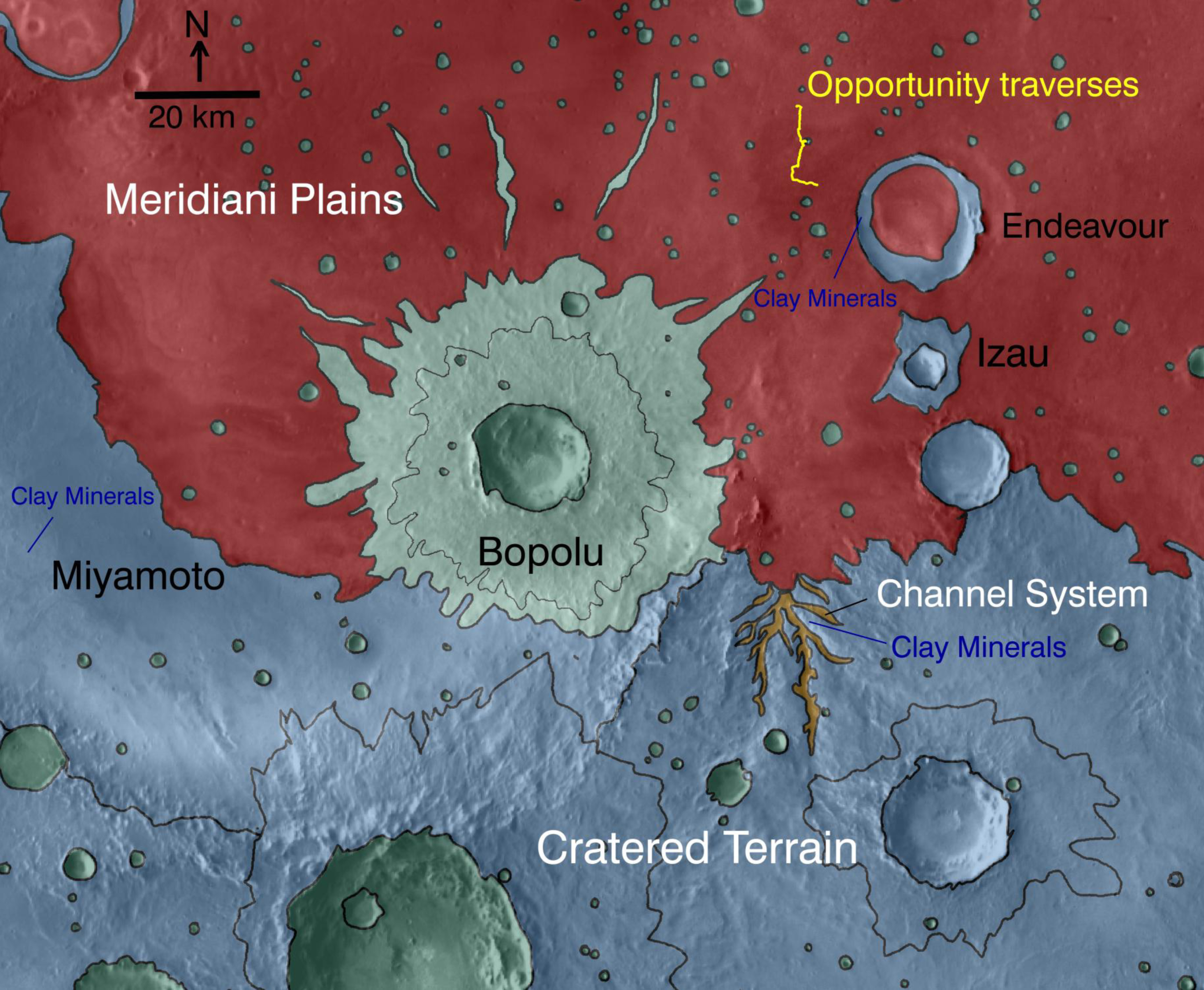
Coloreado por los minerales. Imágenes de 2010.